# Домбаровский район
Домбаровский райо́н — административно-территориальная единица (район) и муниципальное образование (муниципальный район) в Оренбургской области России.
Административный центр — посёлок Домбаровский.

## География
Район расположен на Урало-Тобольском плато в юго-восточной части Оренбургской области — в Орь-Кумакском междуречье. Площадь территории — 3567 км².
На северо-западе Домбаровский район граничит с Новоорским, на востоке — с Ясненским районами области, на юге — с Актюбинской областью Казахстана.
Гидрография
На территории района расположены два крупных водохранилища — Мендыбаевское и Ушкатинское — с объёмами воды 18 млн м³ и 10 млн м³ соответственно, а также несколько десятков озёр, средних и мелких водоёмов. По территории района протекают реки — Орь, Камсак, небольшие речки Кугутык, Жарбутак, Караганда, Киембай, Мамыт и другие.

## История
Район образован 30 мая 1927 года. 17 января 1941 года центр района был перенесён из села Домбаровка в рабочий посёлок Домбаровский.
9 марта 2005 года в соответствии с законом Оренбургской области № 1898/326-III-ОЗ в составе района образовано 7 муниципальных образований (сельских поселений), установлены границы муниципальных образований.
26 июня 2013 года в соответствии с законом Оренбургской области № 1644/455-V-ОЗ объединены муниципальные образования Домбаровский поссовет и Заречный сельсовет с образованием муниципального образования Домбаровский поссовет.

## Население
| 2002    | 2003    | 2004    | 2009    | 2010    | 2012    | 2013    | 2014    | 2015    |
| ------- | ------- | ------- | ------- | ------- | ------- | ------- | ------- | ------- |
| 19 188  | ↗19 200 | ↘19 100 | ↘18 652 | ↘15 994 | ↘15 719 | ↘15 491 | ↘15 238 | ↘15 219 |
| 2016    | 2017    | 2018    | 2019    | 2020    | 2021    |         |         |         |
| ↘15 157 | ↘14 902 | ↘14 599 | ↘14 300 | ↘13 887 | ↘11 787 |         |         |         |

### Национальный состав
По данным переписи населения 1939 года из 10 664 человек: казахи — 46,3 % или 4 940 чел., украинцы — 38,1 % или 4 065 чел., русские — 12,6 % или 1 344 чел.
По данным переписи населения 2020 года  из 11 721 человек:  русские — 5391, казахи - 4876, украинцы — 398, татары — 205, немцы — 179, азербайджанцы - 242, корейцы - 110, другие — 320 человек. От указавших национальность.

## Территориальное устройство
Домбаровский район как административно-территориальная единица области включает 5 сельсоветов и 1 поссовет. В рамках организации местного самоуправления, Домбаровский муниципальный район включает соответственно 6 муниципальных образований со статусом сельских поселений (сельсоветов/поссоветов):
| № | Муниципальное образование | Административный центр  | Количество населённых пунктов | Население (чел.) | Площадь (км²) |
| - | ------------------------- | ----------------------- | ----------------------------- | ---------------- | ------------- |
| 1 | Ащебутакский сельсовет    | село Ащебутак           | 3                             | ↘1365            | 389,99        |
| 2 | Домбаровский поссовет     | посёлок Домбаровский    | 5                             | ↘8595            | 1165,16       |
| 3 | Домбаровский сельсовет    | село Домбаровка         | 6                             | ↘1803            | 671,28        |
| 4 | Заринский сельсовет       | село Богоявленка        | 3                             | ↘302             | 407,39        |
| 5 | Красночабанский сельсовет | посёлок Красночабанский | 4                             | ↘652             | 455,78        |
| 6 | Полевой сельсовет         | посёлок Полевой         | 3                             | ↘702             | 477,80        |

### Населённые пункты
В Домбаровском районе 24 населённых пункта.
| №  | Населённый пункт | Тип     | Население | Муниципальное образование |
| -- | ---------------- | ------- | --------- | ------------------------- |
| 1  | Аккудук          | посёлок | 59        | Красночабанский сельсовет |
| 2  | Архангельское    | село    | 281       | Домбаровский сельсовет    |
| 3  | Ащебутак         | село    | 1302      | Ащебутакский сельсовет    |
| 4  | Богоявленка      | село    | 377       | Заринский сельсовет       |
| 5  | Бояровка         | село    | 124       | Домбаровский сельсовет    |
| 6  | Голубой Факел    | посёлок | 865       | Домбаровский сельсовет    |
| 7  | Домбаровка       | село    | 809       | Домбаровский сельсовет    |
| 8  | Домбаровский     | посёлок | ↘7144     | Домбаровский поссовет     |
| 9  | Екатеринославка  | село    | 41        | Полевой сельсовет         |
| 10 | Зарево           | село    | 42        | Заринский сельсовет       |
| 11 | Истемис          | село    | 172       | Ащебутакский сельсовет    |
| 12 | Камсак           | село    | 289       | Домбаровский сельсовет    |
| 13 | Караганда        | посёлок | 213       | Домбаровский поссовет     |
| 14 | Кинжебулак       | село    | 49        | Красночабанский сельсовет |
| 15 | Корсунский       | посёлок | 211       | Ащебутакский сельсовет    |
| 16 | Красночабанский  | посёлок | 604       | Красночабанский сельсовет |
| 17 | Кужанберля       | село    | 70        | Домбаровский сельсовет    |
| 18 | Курмансай        | село    | 207       | Домбаровский поссовет     |
| 19 | Полевой          | посёлок | 814       | Полевой сельсовет         |
| 20 | Прибрежный       | посёлок | 357       | Домбаровский поссовет     |
| 21 | Разведка         | станция | 31        | Заринский сельсовет       |
| 22 | Соколовка        | село    | 164       | Полевой сельсовет         |
| 23 | Тюльпанный       | посёлок | 203       | Красночабанский сельсовет |
| 24 | Ушкатты          | село    | 96        | Домбаровский поссовет     |

Упраздненные населенные пункты
30 апреля 1999 года был упразднен поселок Карабулак.

## Экономика
В сельском хозяйстве 5 сельхозпредприятий, 10 малых предприятий и 287 КФХ производят: зерно, молоко, мясо, шерсть, пух.
Промышленность района занимается: транспортировкой газа, разрабатывает и добывает медно-колчеданные руды, специализируется по производству, переработке и хранению зерна, занимается переработкой молока, производством кисломолочной продукции и масла.
На территории района имеются заброшенные военные аэродромы Ащебутак и Домбаровский.